# Elecciones estatales de Schleswig-Holstein de 1967
Las sextas elecciones estatales en Schleswig-Holstein se celebraron el 23 de abril de 1967. Siguiendo la tendencia en otros estados, el NPD logró entrar por primera vez en el parlamento estatal. Aparte de esto, no hubo grandes cambios en contraste a la última elección estatal. La coalición CDU/FDP conservó su mayoría y continuó.

## Resultados
Los resultados fueron:
Hab. inscritos: 1.682.328
Votantes: 1.246.003 (Participación: 74,06%)
Votos válidos: 1.233.108
| Partido | Partido | Votos     | %     | Mandatos directos | Escaños |
| ------- | ------- | --------- | ----- | ----------------- | ------- |
|         | CDU     | 566.950   | 45,98 | 34                | 34      |
|         | SPD     | 486.274   | 39,43 | 10                | 30      |
|         | FDP     | 72.589    | 5,89  |                   | 4       |
|         | NPD     | 72.093    | 5,85  |                   | 4       |
|         | SSW     | 23.577    | 1,91  |                   | 1       |
|         | DFU     | 11.517    | 0,93  |                   |         |
|         | FSU     | 108       | 0,01  |                   |         |
| Total   | Total   | 1.233.108 |       | 44                | 73      |